# إيف برينكمان
إيف برينكمان (بالألمانية: Yves Brinkmann) (10 يوليو 1992 ينا ألمانيا - ) هو لاعب كرة قدم ألماني يلعب كلاعب وسط.

## روابط خارجية
- إيف برينكمان على موقع قاعدة بيانات كرة القدم.إي يو (الإنجليزية)
- إيف برينكمان على موقع بيانات كرة القدم. دي إي (الألمانية)